# Symmorphus declivis
Symmorphus declivis är en stekelart som först beskrevs av Harttig 1932.  Symmorphus declivis ingår i släktet vedgetingar, och familjen Eumenidae. Inga underarter finns listade i Catalogue of Life.